# 閃環蝶屬
閃環蝶屬（學名：Morphopsis）是眼蝶亞科鋸眼蝶族中的一個屬，分佈於巴布亞新幾內亞、比亞克島及農福爾島。

## 物種
- 閃環蝶 （Morphopsis albertisi）
- Morphopsis biakensis
- 美閃環蝶 （Morphopsis meeki）
- 飛閃環蝶 （Morphopsis phippsi）
- 白斑閃環蝶 （Morphopsis ula）